# Liga del Fútbol Profesional Boliviano 2011
La Liga del Fútbol Profesional Boliviano 2011 è stata la 35ª edizione della massima serie calcistica della Bolivia, ed è stata vinta dal Bolívar.

## Formula
In vista del passaggio alla formula che prevede lo svolgimento del campionato in due anni anziché in un solo anno solare, viene creato un torneo Adecuación (denominato Fundadores de la LFPB) che serve come "cuscinetto" tra il termine della stagione 2010 e l'inizio di quella 2011-2012. In virtù di questa particolare situazione, non vi sono né retrocessioni né promozioni dalla seconda divisione. Un simile tentativo era già stato attuato a cavallo tra il campionato 2005 e quello 2006, ma non era stato portato a termine.

## Torneo Adecuación
|                    | Pos. | Squadra           | Pt | G  | V  | N | P  | GF | GS | DR  |
| ------------------ | ---- | ----------------- | -- | -- | -- | - | -- | -- | -- | --- |
| Bolivia (bandiera) | 1.   | Bolívar           | 40 | 22 | 11 | 7 | 4  | 32 | 24 | +8  |
|                    | 2.   | Real Potosí       | 38 | 22 | 11 | 5 | 6  | 32 | 22 | +10 |
|                    | 3.   | Oriente Petrolero | 36 | 22 | 11 | 3 | 8  | 46 | 25 | +21 |
|                    | 3.   | The Strongest     | 35 | 22 | 10 | 5 | 7  | 33 | 26 | +7  |
|                    | 5.   | Blooming          | 35 | 22 | 11 | 2 | 9  | 34 | 28 | +6  |
|                    | 6.   | San José          | 34 | 22 | 10 | 4 | 8  | 29 | 27 | +2  |
|                    | 7.   | Aurora            | 33 | 22 | 8  | 5 | 9  | 38 | 35 | +3  |
|                    | 8.   | Univ. Sucre       | 29 | 22 | 9  | 2 | 11 | 28 | 31 | -3  |
|                    | 8.   | Guabirá           | 29 | 22 | 9  | 2 | 11 | 29 | 43 | -14 |
|                    | 10.  | Nacional Potosí   | 28 | 22 | 8  | 4 | 10 | 28 | 30 | -2  |
|                    | 11.  | Real Mamoré       | 20 | 22 | 6  | 2 | 14 | 27 | 44 | -17 |
|                    | 12.  | La Paz            | 17 | 22 | 5  | 2 | 15 | 21 | 45 | -24 |

### Verdetti
- Bolívar campione nazionale
- Bolívar in Coppa Libertadores 2012

### Classifica marcatori
| Gol |  |  | Giocatore            | Squadra           |
| --- |  |  | -------------------- | ----------------- |
| 19  |  |  | Juan Maraude         | Real Mamoré       |
| 12  |  |  | Mauricio Saucedo     | Oriente Petrolero |
| 10  |  |  | Zé Carlos            | Bolívar           |
| 9   |  |  | Alcides Peña         | Oriente Petrolero |
| 9   |  |  | Jair Reinoso         | Aurora            |
| 8   |  |  | Joaquín Botero       | San José          |
| 8   |  |  | Oscar Alberto Díaz   | Blooming          |
| 8   |  |  | Cristian Maciel Ruiz | The Strongest     |
| 7   |  |  | Diego Cabrera        | Aurora            |
| 7   |  |  | Marcos Ovegero       | Guabirá           |